# ICarly: Trouble in Tokio
iCarly: Trouble in Tokio ist eine US-amerikanische Komödie von 2008. Sie wurde von Dan Schneider produziert, der auch die dazugehörige Serie iCarly produziert. Die Regie führte Steve Hoefer. iCarly: iGo to Japan wurde in den USA zum ersten Mal am 8. November 2008 auf dem Fernsehsender Nickelodeon ausgestrahlt. In Deutschland wurde der Film am 17. Oktober 2009 von Nickelodeon ausgestrahlt.

## Inhalt
iCarly wird bei den iWeb Awards in Japan als beste Web-Comedy-Show nominiert. Einige Stunden später lassen sich das Team von iCarly, Spencer und Mrs. Benson von einem Flugzeug nach Japan fliegen, das Spencers Freund Socko organisiert hat. Da der Pilot nur in Korea landet, müssen sie über Tokio mit dem Fallschirm aus dem Flugzeug springen. Nachdem sie gefunden worden sind, werden sie in ein Hotel gebracht. Dort treffen sie auf ihre Konkurrenten Kyoko und Yuki, die das iCarly-Team zum Einkaufen einladen und Mrs. Benson und Spencer zur Massage schicken. Sie wollen sie aber nur sabotieren: Sie lassen Mrs. Benson und Spencer einsperren und halten nach dem Einkaufen mit Carly, Sam und Freddie in der Pampa, wo sie einen Streit beginnen. Einige Zeit später befreien sich Mrs Benson und Spencer. Das iCarly-Team steht derweil allein auf der Straße, weil Kyoko und Yuki mit ihrem Auto weggefahren sind. Währenddessen ortet Mrs. Benson ihren Sohn Freddie mit Hilfe ihres Ortungsgerätes. Auf dem Weg zu ihm verliert Spencer das Ortungsgerät, trotzdem finden er und dessen Mutter ihn, Carly und Sam. Jetzt haben sie nur noch fünf Minuten, um zu den iWeb Awards zu gelangen, und kommen kurz nach Beginn der Show am Studio an. Dort will man sie nicht herein lassen. Sie gelangen durch eine List trotzdem ins Studio, werden aber kurze Zeit später erwischt. Nun versuchen sie den japanischen Wachkräften mithilfe von Zeichensprache zu erklären was ihnen auf dem Weg nach Tokio passiert ist, was Freddie mit seinem Camcorder filmt. Weil er diesen an einen Stecker angesteckt hat, der Auswirkungen auf den großen Monitor im Studio hat, sieht das ganze Publikum (zum Ärger von Kyoko und Yuki) was Freddie filmt. Das scheint bei diesem und der Show-Crew sehr beliebt zu sein. Kurz danach gewinnt iCarly in der Kategorie beste Web-Comedy-Show; Kyoko und Yuki werden festgenommen. Am Ende des Films fahren das iCarly-Team sowie Mrs. Benson und Spencer zurück nach Seattle.

## Synchronisation
| Rolle       | Schauspieler          | Synchronsprecher   |
| ----------- | --------------------- | ------------------ |
| Carly       | Miranda Cosgrove      | Rubina Kuraoka     |
| Sam         | Jennette McCurdy      | Anne Helm          |
| Freddie     | Nathan Kress          | Christian Zeiger   |
| Spencer     | Jerry Trainor         | Julien Haggège     |
| Mrs.Benson  | Mary Scheer           | Christin Marquitan |
| Kyoko       | Ally Maki             | Magdalena Turba    |
| Yuki        | Harry Shum Jr.        | Konrad Bösherz     |
| Mr. Wilkins | Michael Butler Murray | Michael Pan        |
| Freight Dog | Don Stark             | Andreas Müller     |
| Lewbert     | Jeremy Rowley         | Rainer Fritzsche   |
| Regisseurin | Jolene Kim            | Maja Dürr          |

## Sonstiges
- Am Anfang des Films wird ein Apple Laptop gezeigt, das auch in dem von Dan Schneider produzierten Film Merry Christmas, Drake & Josh vorkommt. In Anlehnung an die Firma Apple wurde das Logo, das normalerweise aus einem Apfelmotiv besteht, mit einem Birnenaufkleber überklebt.
- Die Band Good Charlotte tritt im Film auf. Dort musizieren sie bei den iWeb Awards.
- Der Film wurde nicht in Japan und Seattle, wo Carly angeblich wohnt, gedreht, sondern in Los Angeles am Sunset Boulevard 6230.
- Dabei wurde übersehen, dass es in Japan Linksverkehr gibt. Daher stimmen die gezeigten Autoszenen, besonders das Taxi, nicht.

## Einschaltquoten
| Fernsehsender                       | Datum             | Zuschauer      |
| ----------------------------------- | ----------------- | -------------- |
| Nickelodeon                         | 8. November 2008  | 7,83 Millionen |
| Nickelodeon                         | 10. November 2008 | 4,83 Millionen |
| YTV                                 | 21. November 2008 | 0,32 Millionen |
| Nickelodeon UK & Ireland            | 4. April 2009     | 0,29 Millionen |
| Nickelodeon im deutschen Sprachraum | 17. Oktober 2009  | 0,22 Millionen |